# Nuraghensiedlung Santa Caterina

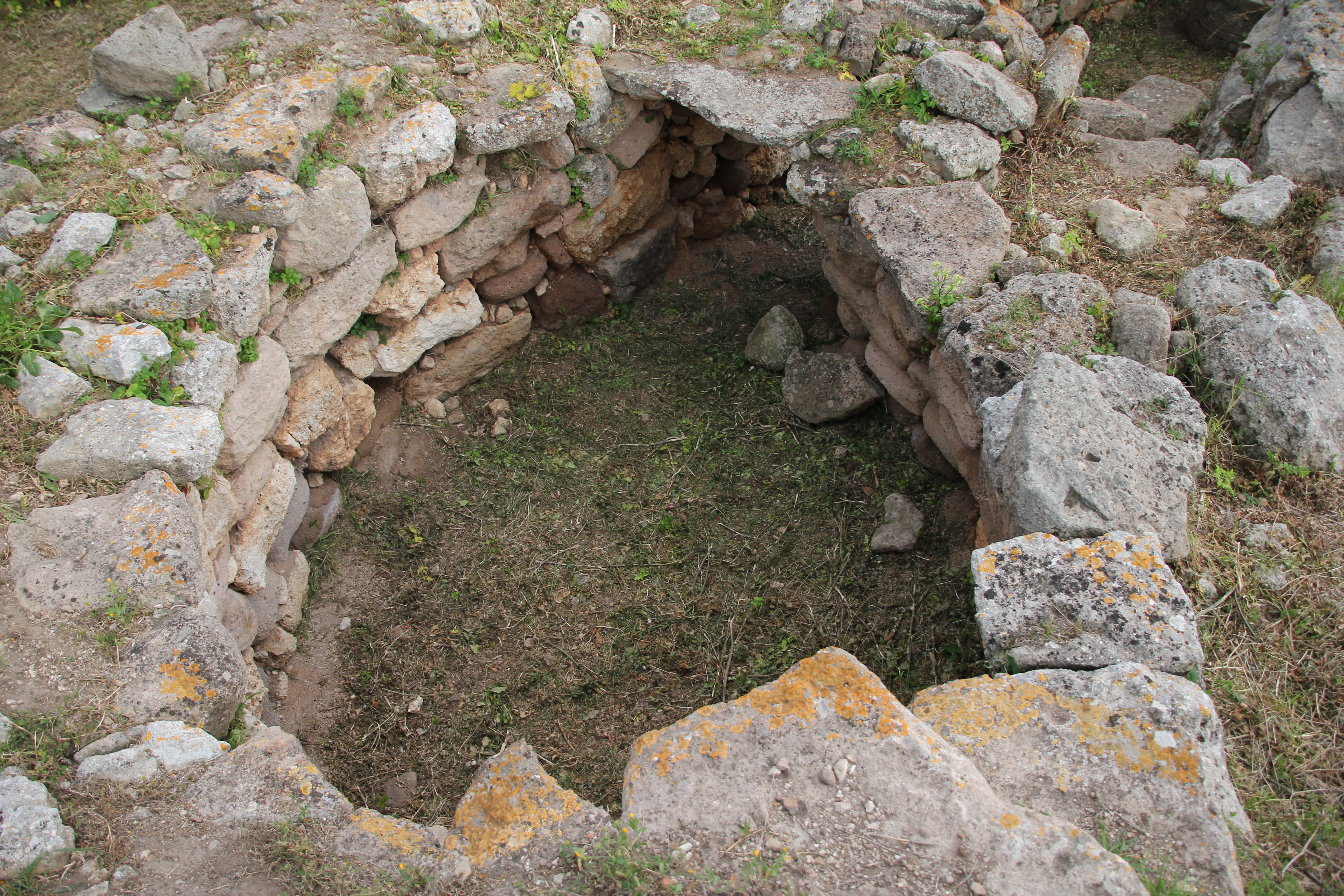
Nuraghe Santa Caterina

Die Nuraghensiedlung Santa Caterina ist eine archäologische Stätte im Gebiet der Gemeinde Uri in der Metropolitanstadt Sassari auf Sardinien. Sie besteht aus der Nuraghensiedlung (italienisch Villaggio nuragico) und einem schlecht erhaltenen Dolmen.
Die komplexe Nuraghe besteht aus dem Unterteil des Mastio (zentraler Turm) mit einem Durchmesser von 11,7 m und zwei sekundären Türmen mit Innendurchmessern von 4,25 m und 4,5 m. Die sekundären Türme sind durch eine Mauer verbunden, die den Innenhof umgibt. Der Komplex ist aus Kalkstein- und Trachytblöcken errichtet, die in regelmäßigen Reihen angeordnet und bis zu einer Resthöhe von 1,7 m erhalten sind.
Die Existenz eines Dorfes um die Nuraghe wurde durch die Anwesenheit der Basen einiger Rundhütten bestätigt, die bei Ausgrabungen durch Giancarlo Pes und Fabio Fiori freigelegt wurden.

## Literatur

Nuraghe Santa Caterina
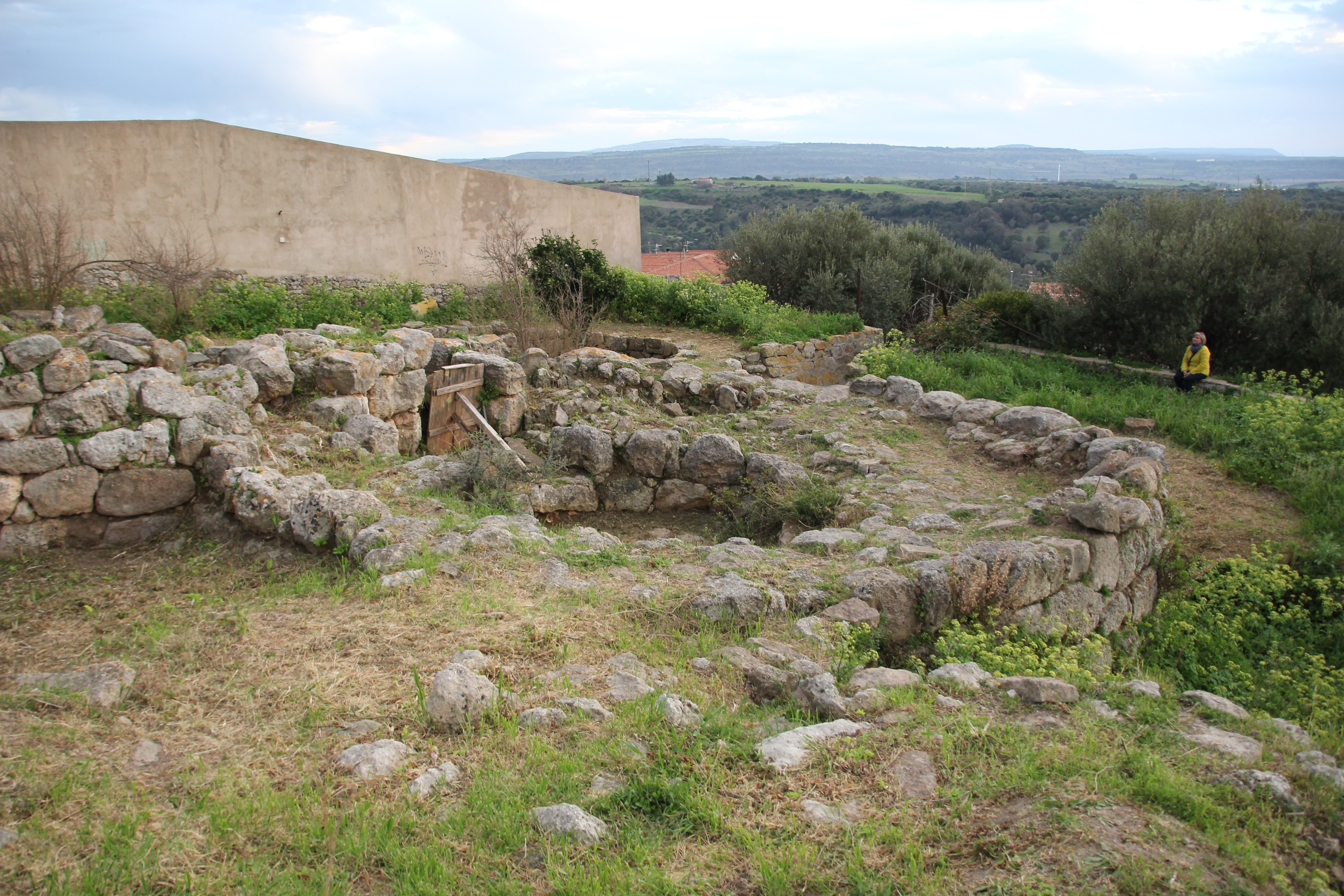
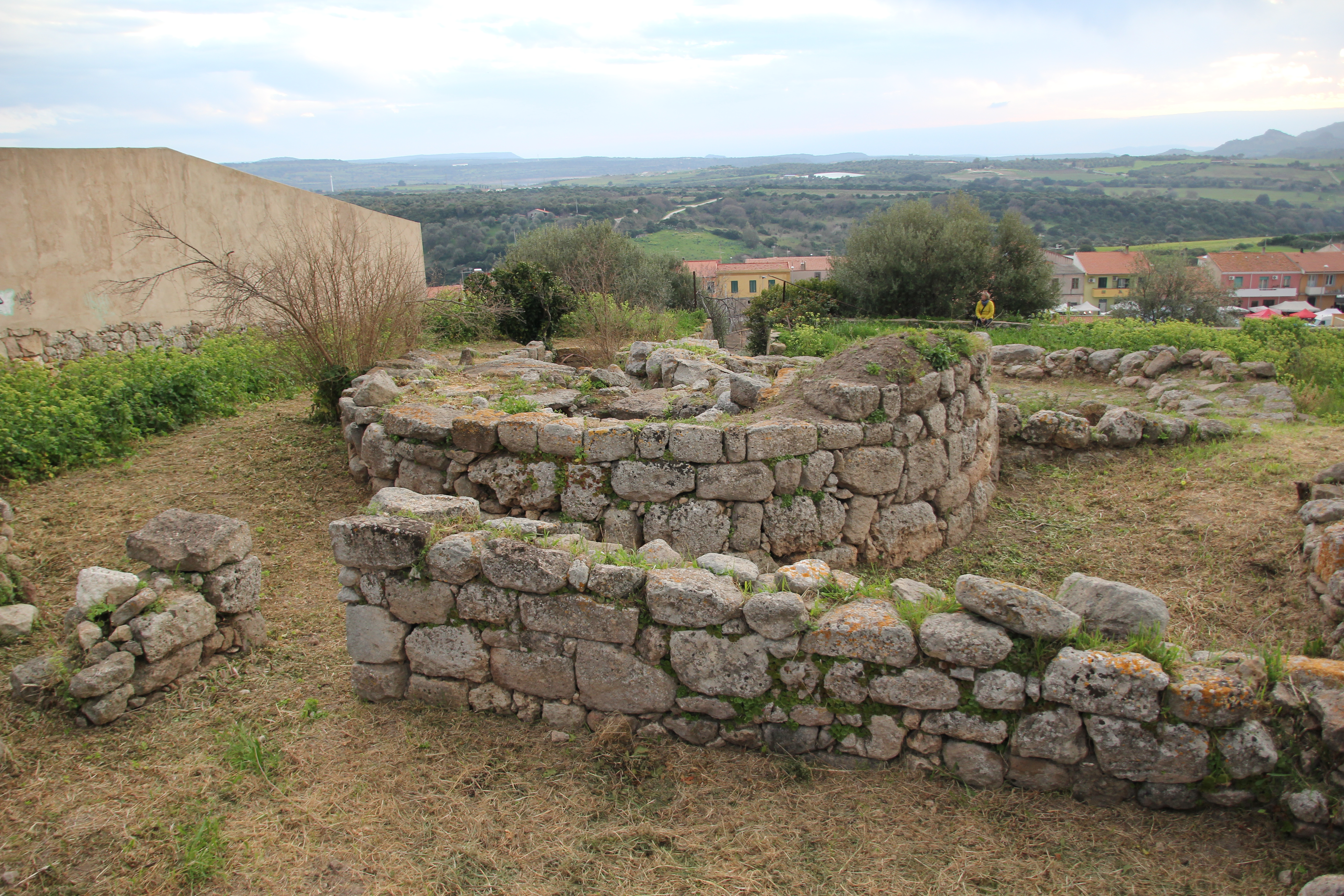
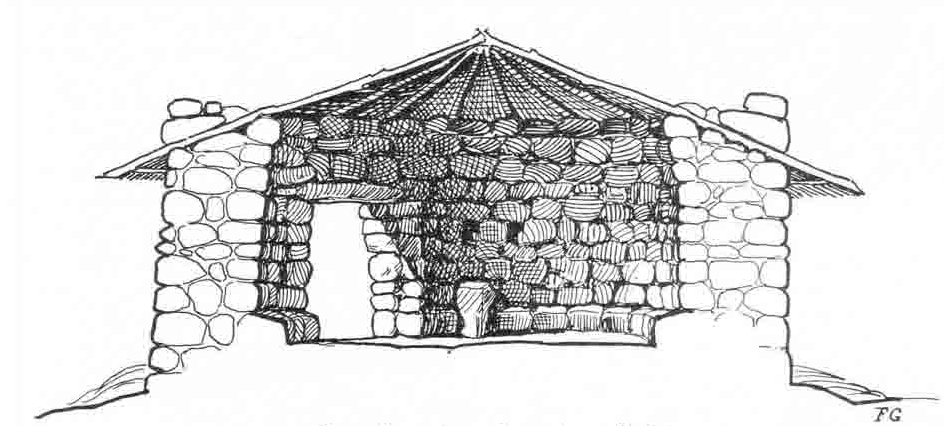
Rekonstruktion einer Rundhütte
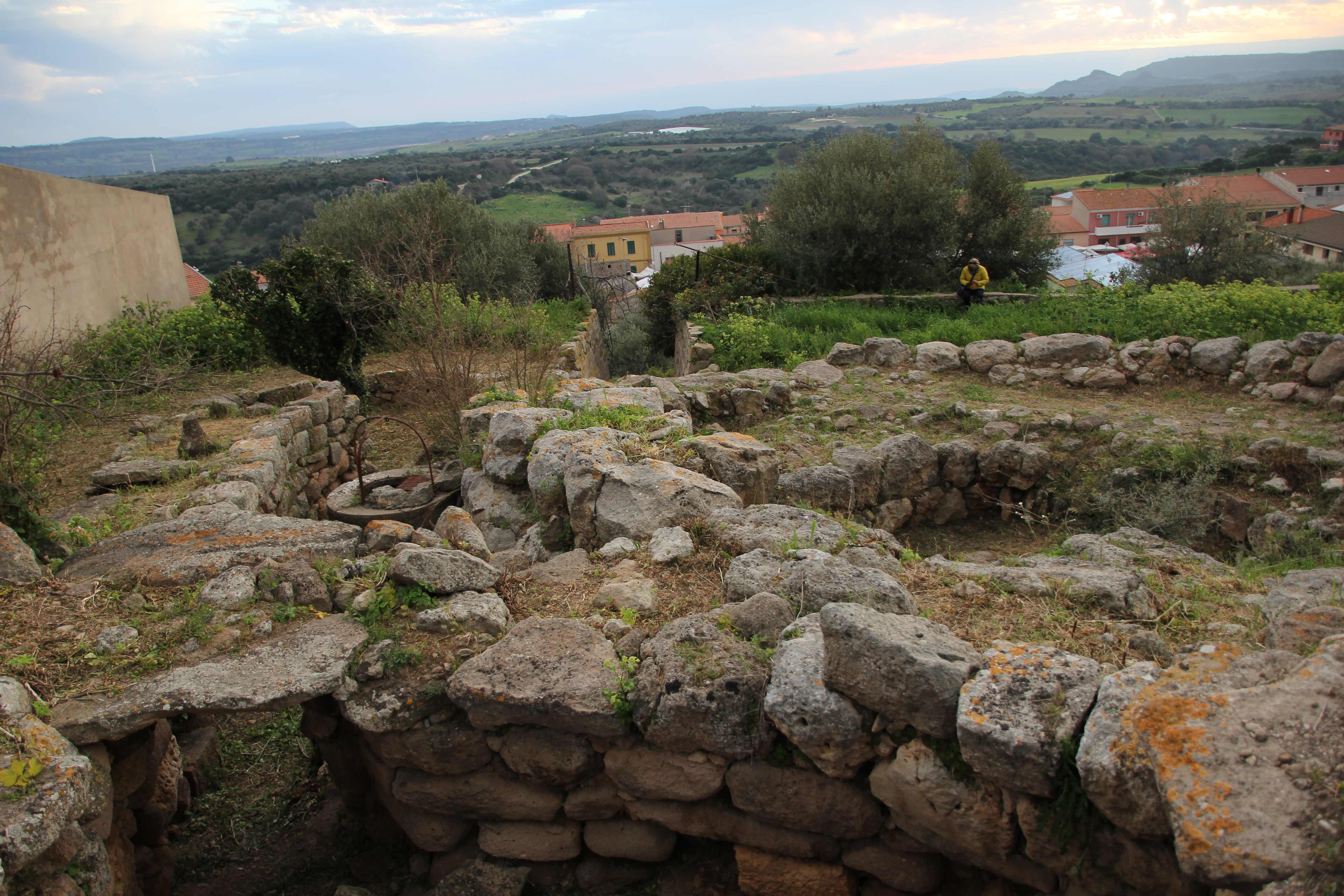
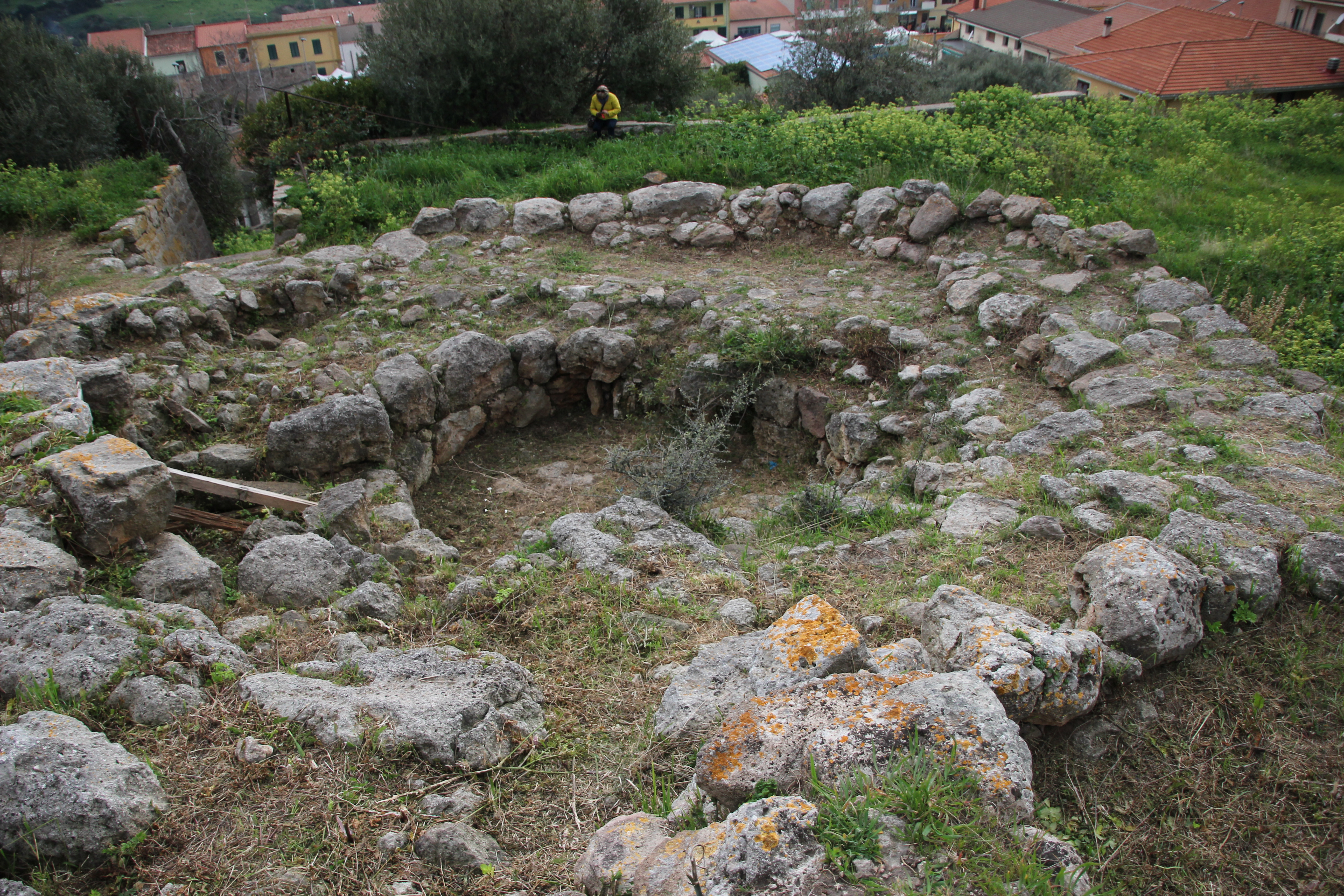
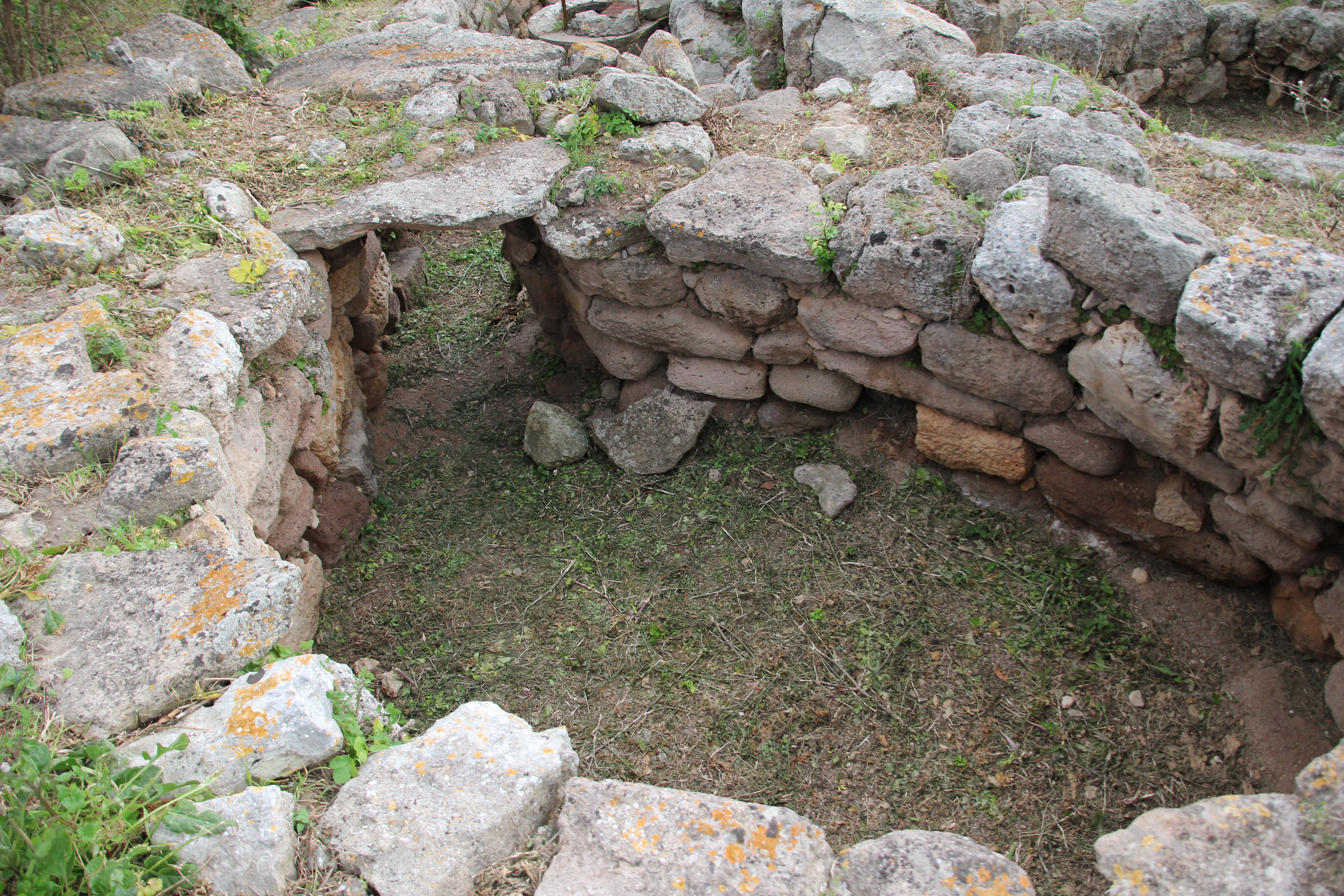